# Apamea jankowskii
Apamea jankowskii är en fjärilsart som beskrevs av Charles Oberthür 1879. Apamea jankowskii ingår i släktet Apamea och familjen nattflyn. Inga underarter finns listade i Catalogue of Life.